# Tony Gentsch
Tony Gentsch (* 1984) ist ein deutscher Politiker der rechtsextremen Kleinpartei Der III. Weg. Er war von Mai 2019 bis 2024 Mitglied im Plauener Stadtrat und im Kreisrat des Vogtlandkreises.

## Leben
Tony Gentsch zählte laut Süddeutsche Zeitung zu den führenden Kadern des Neonazi-Netzwerks „Freies Netz Süd“. Das „Freie Netz Süd“ (FNS) galt als Nachfolgeorganisation der seit 2004 verbotenen „Fränkischen Arbeitsfront“. Gentsch stammt aus Sachsen-Anhalt und ist 1999 nach Töpen gezogen. Dort ist der führende Aktivist der „Kameradschaft Hof“ und Mitglied der Hammerskins Franken. Er spielt in der Band „Braune Brüder“. Bis zu seiner Inhaftierung war er Versammlungsleiter mehrerer Aufmärsche des Freien Netzes Süd und presserechtlich Verantwortlicher mehrerer Publikationen des Netzes. Bis 2011 betreute Gentsch die Internetseite des FNS. Er war einer der erfolglosen Kläger gegen das Verbot des Vereins und nahm am Verhandlungstermin vor dem Bayerischen Verwaltungsgerichtshof mit dem Mitkläger Norman Kempken teil.
Gentsch leitete eine seit Ende 2008 bestehende Neonazigruppe, die unter den Bezeichnungen Freie Nationalisten Hof, Nationale Sozialisten Hof oder Kameradschaft Hof auftrat und betrieb den „Versand 100%“.
Ende Mai 2011 trat Gentsch eine 26-monatige Haft wegen Körperverletzung und Beleidigung in der Justizvollzugsanstalt Hof an, aus der er im Mai 2013 entlassen wurde. Auf seinem Anwesen, dem ehemaligen Lokal „Zum Egerländer“ im Regnitzlosauer Ortsteil Oberprex im Landkreis Hof, das er durch die Einschaltung einer Strohfrau erworben hatte, fanden seit seinem Haftantritt laut Beobachtern mindestens vier Veranstaltungen statt. Am 28. Mai 2011 referierte der verurteilte Münchner Rechtsterrorist Martin Wiese in Oberprex über seine „bisherigen Erlebnisse als nationaler Aktivist in diesem System“.
Nach seiner Haftentlassung betrieb er mit Matthias Fischer den vom Verfassungsschutz beobachteten Final-Resistance-Versand, den Daniel Weigl 2010 gegründet hatte, und führte bis zur Schließung 2014 den rechten Treffpunkt „nationales Zentrum Hochfranken“ in Oberprex.
Am 26. Mai 2019 wurde Gentsch für die Partei Der III. Weg in den Stadtrat von Plauen und den Kreisrat des Vogtlandkreises gewählt.
Bei den Kommunalwahlen in Sachsen 2024 trat die Partei nicht mehr an und Gentsch schied folglich aus Stadt- und Kreisrat aus.